# Majna
Majna (njem. Main) desna pritoka Rajne dugačka 524 km.